# Victorious 2.0
 (septembre 2012).
Si vous disposez d'ouvrages ou d'articles de référence ou si vous connaissez des sites web de qualité traitant du thème abordé ici, merci de compléter l'article en donnant les références utiles à sa vérifiabilité et en les liant à la section « Notes et références ».
Victorious 2.0: More Music from the Hit TV Show est un album sorti le 5 juin 2012, c'est une bande son de la série Victorious avec des morceaux interprétés par Victoria Justice.

## Liste des morceaux
1. -Make it in america
2. -Take a hint
3. -Shut up & dance
4. -5 fingaz to the face
5. -Countdown
6. -Don't you forget about me
7. -I think you're swell
8. -It's not christmas without you
9. -Cheer me up
10. -You're the reason (acoustic version)
11. -Shut up & dance (groupe version)
12. -Make it shine(2.0 remix)'